# أبو حذيفة بن بشر القرشي
أبو حذيفة إسحاق بن بشر القرشي (تُوفي 821) هو مؤلف مبتدأ الدنيا وقصص الأنبياء وهو عمل مبكر مهم في نوع قصص الأنبياء. كان يُعتقد منذ فترة طويلة أنها ضاعت، ولكن عُثر على نسخة منها في أوائل تسعينيات القرن العشرين في مخطوطة مكتبة بودليان، أكسفورد، هنتنغتون (رقمها 388). على الرغم من كونها مجزأة، تحتوي المخطوطة على أكثر من مائتي صفحة تغطي التاريخ الكتابي من الخلق إلى قصة النبي إبراهيم، مما يشير إلى أهميتها في تطوير هذا النوع. :132–33